# W56
W56 (спочатку називалася Mark 56) — американська термоядерна боєголовка, яка вироблялася з 1963 року і використовувалася до 1993 року на міжконтинентальних ракетах Minuteman I і II.
Боєголовка мала потужність 1,2 мегатонни ТНТ (5,0 ПДж) і продемонстроване співвідношення виходу до ваги 4,96 кт ТНТ (20,8 петaДжоулів), що дуже близько до прогнозованих 5,1 кілотонна ТНТ/кг (21 ПДж/т) досягнутий у найвищій потужності зброї, коли-небудь створеної, 25 мегатонн ТНТ (100 ПДж) B41. Однак, на відміну від B41, яка ніколи не була випробувана на повну потужність, W56 продемонструвала свою ефективність на знімку XW-56-X2 Bluestone під час операції «Домінік» у 1962 році.
Виробництво боєголовки Mod 1 почалося в березні 1963 року. Виробництво боєголовки Mod 4 почалося в травні 1967 року і закінчилося в травні 1969 року. Всього було виготовлено 1000, з яких 455 були боєголовками Mod 4. Боєголовки були зняті з експлуатації між 1991 і 1993 роками, а остання боєголовка W56 була демонтована в червні 2006 року. Повідомляється, що під час демонтажу у 2005 році одна боєголовка, яка мала високоефективну, але чутливу вибухівку на полімерному зв'язку, ледь не здетонувала у 2005 році, коли до вибухової речовини під час її розбирання було застосовано небезпечний тиск.

## Історія
Програма W56 почалася з потреби у двох нових боєголовках для озброєння системи озброєння WS-133A, пізніше відомої як Minuteman. Дослідження, опубліковане в березні 1958 року, запропонувало виготовити дві конструкції боєголовок; 150 кг боєголовка і 250 кг бойова частина. Ці боєголовки повинні були мати максимальну досяжну потужність у межах зазначеної ваги та мати дату оперативного розгортання до середини 1962 року.
Група з дослідження здійсненності зібралася 5 травня 1958 року і, отримавши прохання швидко завершити дослідження, через день дійшла висновку, що вимоги щодо легкої боєголовки можна задовольнити за допомогою модифікації W50, використовуваної в MGM-31 Pershing, тоді як важку боєголовку можна розробити за допомогою переробка боєголовки ВМС W47 для Polaris A-1. Проте протягом 1958 року щодо цих знахідок було вжито небагато заходів через брак фінансування Minuteman.
Друге техніко-економічне обґрунтування було опубліковано в березні 1959 року, в якому повідомлялося, що вага W47 може бути зменшена і що, оскільки США призупинили ядерні випробування, необхідно зосередитися на конструкції, яка не вимагає випробувань. Пізніше того ж місяця Центр спеціального озброєння ВПС прискорив програму Minuteman і запросив нову дату доступності від Сандіа, яка відповіла, що основним обмеженням щодо доступності є необхідність шести льотних випробувань боєголовок приблизно за рік до початку виробництва. Якщо W47 використовувалась без змін, випробування могли бути завершені до грудня 1959 року, але якщо боєголовка була модифікована, випробування могли б продовжитися на цілий рік.